# روي سيمونز
روي سيمونز (بالإنجليزية: Roy Simmons)‏ هو لاعب كرة قدم أمريكية أمريكي، ولد في 8 نوفمبر 1956 في سافانا في الولايات المتحدة، وتوفي في 20 فبراير 2014 في ذا برونكس في الولايات المتحدة.

## وصلات خارجية
- روي سيمونز على موقع مرجع كرة القدم المحترفة.كوم (الإنجليزية)